# Birgittas udde

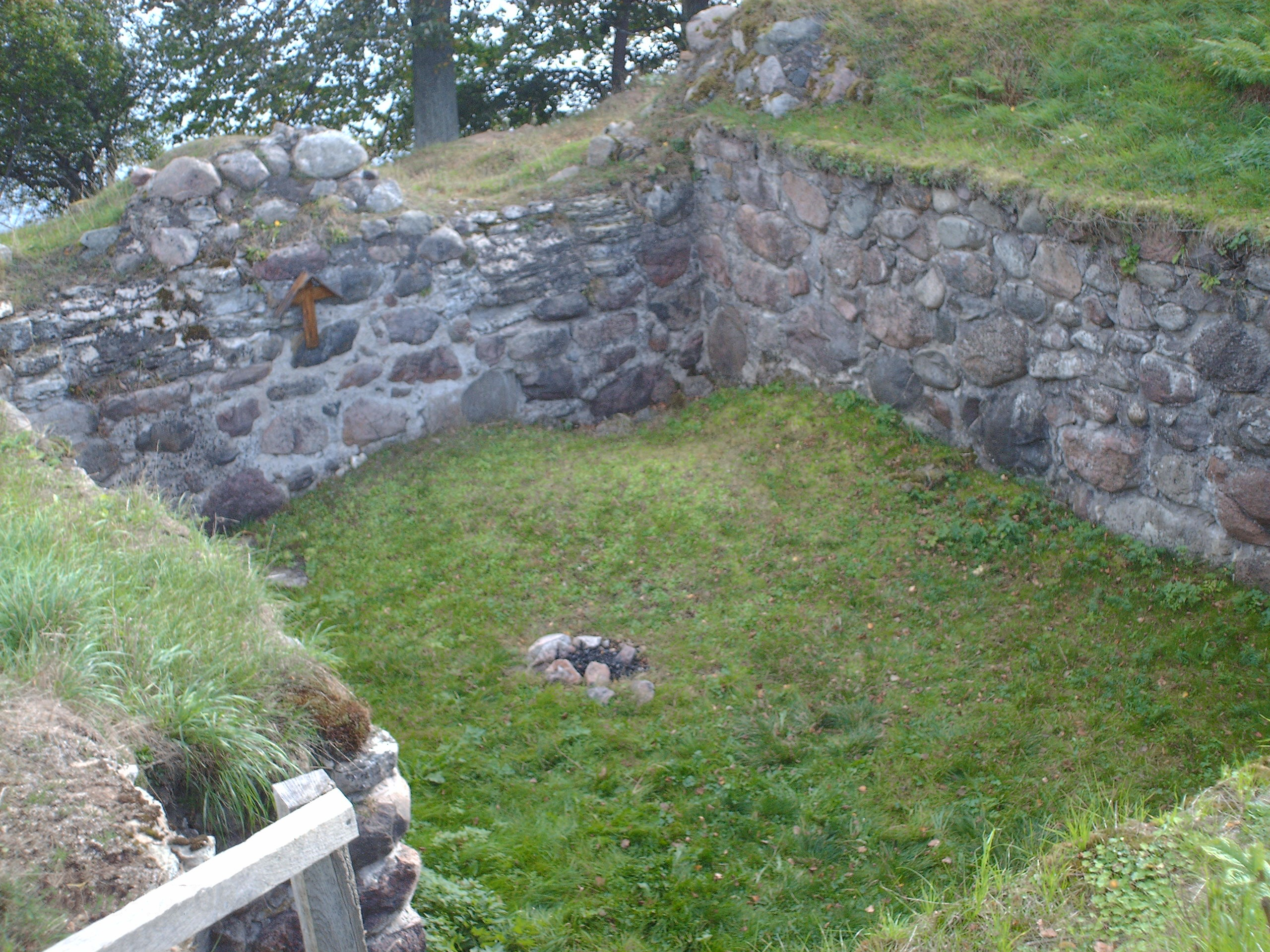
Ruinens källare fotograferad från nordväst.

Birgittas udde är en nutida benämning på den plats där den medeltida gården Ulvåsa låg på en udde i sjön Boren, Ekebyborna socken, Motala kommun, Östergötland, RAÄ Ekebyborna 29:1.
Platsen, som tidigare kallades S:a Britas näs (Brittnäs på topografiska kartan), har fått sitt namn av heliga Birgitta som bebodde gården under ett tjugotal år under 1300-talet. 

## Historik
Troligtvis uppfördes gården under 1200-talet, men den första ägaren som vi känner till är Ulf Gudmarsson. Man vet inte säkert när borgen övergavs, men enligt traditionen ska det ha skett efter Ulf Gudmarssons död vid Alvastra kloster 1344, då hustrun Birgitta ska ha uppfört en ny gård, den så kallade Gamlegården, vid dagens Brittås, längre söderut.

### Gårdens utformning
Gården låg på en udde med vatten på tre sidor och mot landsidan var det två vallgravar. 
Innanför vallgravarna låg ett stenhus och två träbyggnader och utanför vallgravarna låg ytterligare ett antal byggnader. Idag återstår en ruin av stenbyggnaden. Platsen är inte fullständigt arkeologiskt utgrävd.